# Muhammad ibn ʿUmar at-Tūnisī

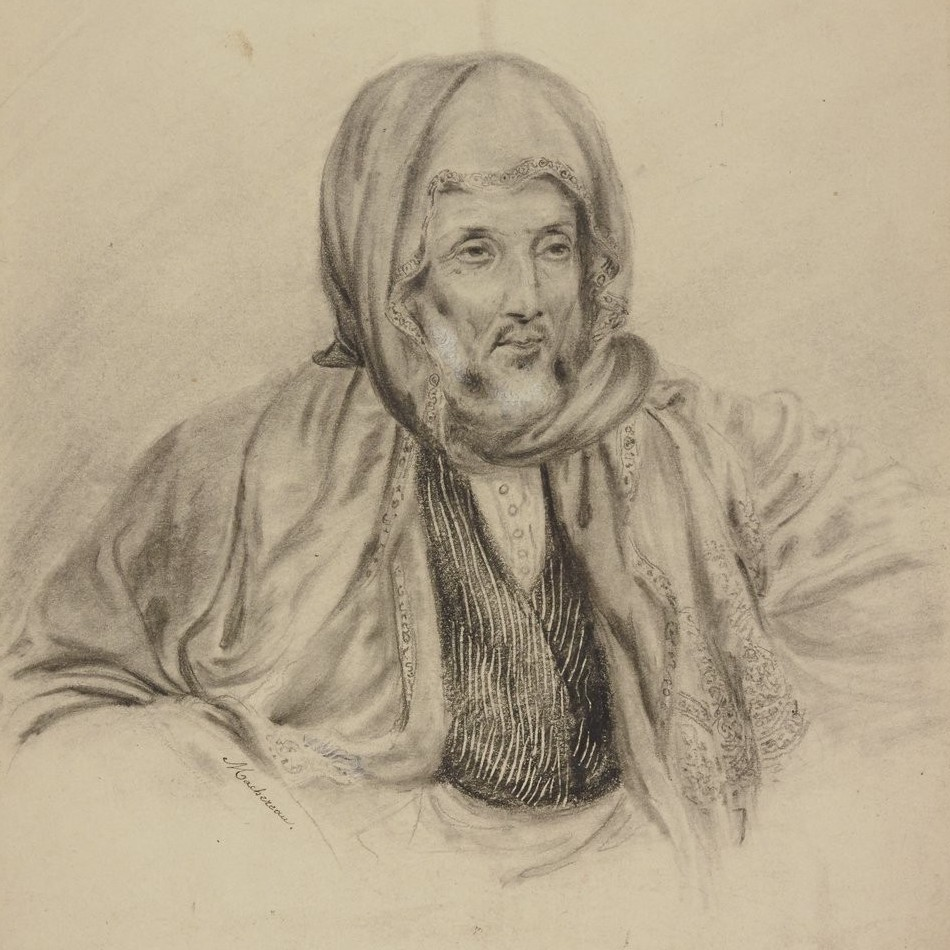
Muhammad ibn ʿUmar at-Tūnisī, Strich von Machereau

Muhammad ibn ʿUmar at-Tūnisī (arabisch محمد بن عمر التونسي, DMG Muḥammad ibn ʿUmar at-Tūnisī), im Englischen kurz Sheikh Mohammed of Tunis (* 1789; † 1857), war ein arabischer Kaufmann aus Tunis. Er ist Verfasser eines Reiseberichts über seine Reise nach Sudan in das Gebiet von Darfur und Wadaï (1804–1814), der zunächst auf Französisch von Nicolas Perron (Voyage au Darfur, Paris 1845 & Voyage au Ouadây, Paris 1851) erschien und 1854 in einer gekürzten, von Bayle St. John ins Englische übersetzten Version unter dem Titel Travels of an Arab merchant in Soudan (The Black Kingdoms of Central Africa) in London (1854).

## Werk
At-Tūnisīs Reisebericht entstand in den 1840er-Jahren im Kontext seines Unterrichts an der Medizinschule von Abū Zaʿbal, wo er den Franzosen Nicolas Perron im Arabischen unterrichtete. At-Tūnisī diktierte Perron auf dessen Bitte hin seine Reiseerlebnisse im Sudan, die dieser verschriftlichte und redaktionell bearbeitete. Perron veröffentlichte 1845 eine französische Übersetzung des Darfur-Teils und 1850 den arabische Originaltext, auf der alle späteren Editionen basieren. Ein arabisches Manuskript ist nicht überliefert.
Der Bericht über At-Tūnisīs Reise nach Wādāy ist ausschließlich in Perrons französischer Fassung von 1851 erhalten. Ein arabischer Originaltext ist nicht bekannt. Die Darstellung beruht vermutlich auf Diktaten oder Gesprächen mit At-Tūnisī, doch bleibt dessen Autorschaft mangels arabischer Textgrundlage ungesichert.

### Originaltext
- Nicolas Perron (Hrsg.): Tashḥīdh  al-adhhān fī sīrat bilād al-ʿArab wa-l-Sūdān. Benjamin Duprat, Paris 1850 (arabisch, mdz-nbn-resolving.de).
- Khalīl Maḥmūd ʿAsākir, Muṣṭafā Muḥammad  Musʿad (Hrsg.): Tashḥīdh al-adhhān fī sīrat bilād al-ʿArab wa-l-Sūdān. al-Dār al-Miṣriyyah li-l-Taʾlīf wa-l-Tarjamah, al-Qāhira 1965 (arabisch).

### Originaltext mit englischer Übersetzung
- Humphrey Taman Davies (Hrsg.): In Darfur. An Account of the Sultanate and its People, Volume Two (= Library of Arabic Literature). New York University Press, New York 2018, ISBN 978-1-4798-6184-2.
- Humphrey Taman Davies (Hrsg.): In Darfur. An Account of the Sultanate and its People, Volume One (= Library of Arabic Literature). New York University Press, New York 2018, ISBN 978-1-4798-4663-4.

### Übersetzungen
- Edmé-François Jomard (Hrsg.): Voyage au Darfour. Benjamin Duprat, Paris 1845 (französisch, mdz-nbn-resolving.de – Übersetzung von Nicolas Perron, veröffentlicht vor dem Originaltext. Die Übersetzung ist nicht identisch mit dem Originaltext und ist wahrscheinlich vom Übersetzer erweitert, gekürzt, umgestellt und verändert worden.).
- Edmé-François Jomard (Hrsg.): Voyage au Ouadây. Benjamin Duprat, Paris 1851 (französisch, mdz-nbn-resolving.de – Übersetzung von Nicolas Perron. Da keine arabische Fassung existiert, ist seine Autorschaft und Textintegrität nicht verifizierbar.).
- An Arab Merchant in Soudan (The Black Kingdoms of Central Africa). Abridged from the French. Chapman and Hall, London 1854 (englisch, google.de – Gekürzte Übersetzung der Veröffentlichungen von Nicolas Perron Voyage au Darfour (1845) und Voyage au Ouaday (1851)).
- Reise Mohammed el Tunsy's von Wadai nach Fessan. In: Ergänzungsheft zu Petermann's Geographischen Mittheilungen. Nr. 8, zweite Abtheilung. Justus Perthes, Gotha 1862, S. 59–61 (archive.org – Gekürzte Übersetzung eines Auszugs (Seiten 512-548)  von Nicolas Perrons Veröffentlichung Voyage au Ouadây (1851) von Ernst Behm).
- Al-Tunisi: Travels in Darfur. Translation, Collation and  Annotation of Tashḥīdh al-adhhān bi-sīrat bilād al-ʿArab wa-l-Sūdān. Bayero University, Kano 1976 (englisch, unveröffentlichte Masterarbeit von H. S. Umar).
- Humphrey Taman Davies (Hrsg.): In Darfur: An Account of the Sultanate and Its People (= Library of Arabic Literature). New York University Press, New York 2020, ISBN 978-1-4798-0444-3 (englisch, enthält den Teil der englischen Übersetzung der zweisprachigen Ausgabe aus dem Jahr 2018).

| Personendaten    | Personendaten                     |
| ---------------- | --------------------------------- |
| NAME             | Tūnisī, Muhammad ibn ʿUmar at-    |
| ALTERNATIVNAMEN  | Tūnisī, Muḥammad ibn ʿUmar at     |
| KURZBESCHREIBUNG | arabischer Kaufmann und Reisender |
| GEBURTSDATUM     | 1789                              |
| STERBEDATUM      | 1857                              |